# Góry (gmina Zakrzówek)
Góry – kolonia w Polsce położona w województwie lubelskim, w powiecie kraśnickim, w gminie Zakrzówek.
W latach 1975–1998 miejscowość należała administracyjnie do województwa lubelskiego.
Przez Góry przebiega linia kolejowa nr 68 Lublin – Stalowa Wola Rozwadów z przystankiem kolejowym Sulów.
Wieś stanowi sołectwo gminy Zakrzówek. Według Narodowego Spisu Powszechnego (III 2011 r.) wieś liczyła 273 mieszkańców.
Przy torach w lesie „Ordynackim” znajduje się pomnik ku czci zmarłych w katastrofie kolejowej w 1939 r. uciekających z Górnego Śląska przed wojskami niemieckimi.